# Walther Wolff (Bildhauer)
Karl Gustav Walther Wolff, auch Walter Wolff (* 30. April 1887 in Elberfeld, Rheinprovinz; † 22. Januar 1966 in Ossiach, Kärnten), war ein deutsch-österreichischer Bildhauer, Lithograf und Landschaftsmaler.

## Leben

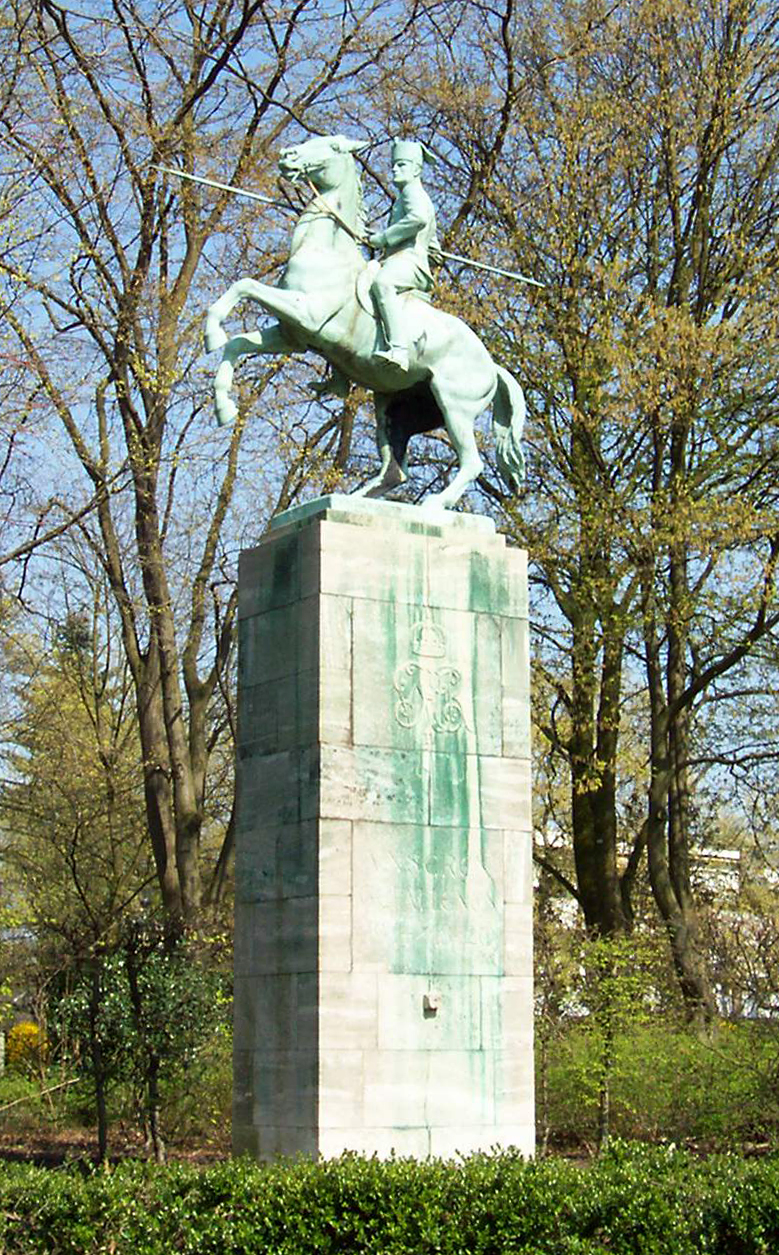
Husaren-Denkmal: Regimentsdenkmal 1914–1918 des 2. Westfälischen Husaren-Regiments Nr. 11, 1929, Krefeld, Grafschaftsplatz

Wolff war Sohn des evangelischen Elberfelder Chemikers und Fabrikanten Walther Wolff (1856–1945) und dessen Ehefrau Anna Margaretha, geborene Pagenstecher (1863–1934). Nach der Schule in Elberfeld, dem Besuch des Pädagogiums in Bad Godesberg und dem Abitur in Traben-Trarbach ging er 1906 nach München und Tittmoning, wo er Schüler der Malschule von Hermann Groeber wurde. Zum Studium der Malerei wechselte er 1907 an die Königliche Akademie der Bildenden Künste. Im gleichen Jahr wurde er Schüler von Hugo von Habermann. Bildhauerkurse belegte er bei Balthasar Schmitt. 1908 wurde er in das 2. Garde-Ulanen-Regiment in Berlin aufgenommen und leistete seinen Wehrdienst ab. 1909 lernte er die Stimmbildnerin Else Steinmann kennen, die Tochter des Schweizer Wirtschaftswissenschaftlers Arnold Steinmann-Bucher. 1910 heiratete das Paar. Die Hochzeitsreise führte nach Rom. Bis 1912, als der Sohn Vincent geboren wurde, lebte es anschließend in Paris und Meudon. Beeindruckt von Auguste Rodin, mit dessen Kunst er bereits als Jüngling in der Godesberger Villa von der Heydt des Bankiers Karl von der Heydt in Berührung gekommen war und dem er durch Vermittlung von Hugo von Tschudi in Paris persönlich begegnete, begann er, sich verstärkt mit Bildhauerei zu beschäftigen, die er ab 1912 bei Georg Kolbe und als Meisterschüler von Louis Tuaillon an der Kunstakademie Berlin bis 1914 studierte. Die Berliner Bildhauerschule prägte ihn zu einem Künstler der Neoklassizismus.
Als Soldat der Kavallerie nahm Wolff am Ersten Weltkrieg teil, zunächst an der Westfront, später an der Ostfront, zuletzt wieder an der Westfront. Kurz nach der Geburt der Tochter Maria starb Wolffs Ehefrau im August 1914. Die Kinder kamen zu den Großeltern mütterlicherseits. 1918, nach dem Ende des Weltkriegs, ging Wolff nach Köln, wo er sich bei Freunden in Marienburg in einem Gartenhaus einquartierte und eine Reihe von Porträtaufträgen annahm. Im Sommer 1919 stellte er seine Plastiken im Kölnischen Kunstverein aus. 1925 heiratete er Käte Gabriele Lucas, die 1902 in Elberfeld geborene Tochter des Buchdruckereibesitzers Paul Samuel Arthur Lucas. Das Paar zog nach Berlin-Dahlem. Wolff bezog dort das ehemalige Atelier des Tierbildhauers August Gaul. Etwa zwei Jahrzehnte arbeitete er in Berlin als Bildhauer und Lithograf.
In der Zeit des Nationalsozialismus war Wolff Mitglied der Reichskammer der bildenden Künste. Für diese Zeit ist seine Teilnahme an 20 großen Ausstellungen sicher belegt, darunter 1937, 1939, 1942 und 1944 die Großen Deutschen Kunstausstellungen in München.
1945 zogen die Wolffs nach Ossiach, wo sie bereits 1939 ein Haus am Ossiacher See erworben hatten. 1947 nahmen sie die österreichische Staatsbürgerschaft an.

## Werke (Auswahl)
1923 schuf Wolff für die Vorhalle der Deutschen Bank in der Elberfelder Königstraße in Gestalt eines sterbenden nackten Kriegers ein Ehrenmal für 31 im Ersten Weltkrieg gefallene Bankmitarbeiter, das 1960 auf den Ehrenfriedhof Barmen transloziert wurde. Ende der 1920er Jahre realisierte er gemeinsam mit dem Düsseldorfer Architekten Gotthold Nestler in Krefeld das Denkmal des 2. Westfälischen Husaren-Regiments Nr. 11 für die im Ersten Weltkrieg gefallenen Regimentsangehörigen. Bis 1932 schuf er auch für den Bergfriedhof von Stolberg (Rheinland) ein Kriegerdenkmal für Gefallene des Ersten Weltkriegs. Es zeigt den Akt eines trauernden Jünglings mit Lanze auf einem schlichten Natursteinsockel mit der Aufschrift Ich hatt’ einen Kameraden.
Er war mit Porträtbüsten u. a. auf Berliner Akademie-Ausstellungen und auf der Großen Deutschen Kunstausstellung mit Porträtbüsten von Robert Ley und  Max Planck vertreten. Bekannt wurden seine Porträts von Musikern (Walter Gieseking, Wilhelm Furtwängler, Paul Graener, Alfred Cortot, Otto Klemperer, Hans-Erich Riebensahm).  Eine Bronzebüste von Hermann Göring schuf er 1936, ein Eisenrelief mit dem Porträt Adolf Hitlers, das als „Ehren-Plakette des Führers“ zu propagandistischen Zwecken verbreitet wurde, bereits 1933. Ein Exemplar des Letzteren befindet sich in der Sammlung der Stiftung Deutsches Historisches Museum. Neben Arno Brekers Hitlerbüsten gehörten solche von Wolff zu den bekanntesten „Führer“-Köpfen; sie prägten das öffentliche Bild Hitlers ikonografisch, etwa in Lesebüchern, und tauchten in der Zeit des Nationalsozialismus nahezu zeitgleich auf. In späterer Zeit schuf er außer Porträts vor allem Tierplastiken und Landschaftsbilder.